# Красный террор в Керчи
Кра́сный терро́р в Керчи́ — красный террор, проводившийся в Керчи с ноября 1920 по конец 1921 годов, после окончания Гражданской войны на Юге России.

## Предшествующий период
Хотя террор обрушился на Крым ещё зимой 1917—1918 годов, сделав таким образом Крым первым местом проведения массового красного террора в ходе Гражданской войны, в ряде городов Крыма террора в тот и последующий периоды господства на полуострове большевиков (весна 1919 года) удалось избежать. Самым крупным из таких городов была Керчь, в которой большевистская власть со всеми её атрибутами времени (совет и ревком) была установлена 6 (19) января 1918 года. Очевидец событий вспоминал: 

С благодарностью я вспоминаю г. Кристи, идейного большевика, которого судьба поставила во главе большевистской власти в Керчи. Интеллигентный человек, мягкий и кроткий, хотя — горячий и искренний последователь большевистских идей, но враг всякого насилия, крови и казней, обладая большой волей и характером, один только Кристи спас Керчь от резни, которую много раз порывались произвести пришлые матросы с негласного благословения Совдепа…

## События 1920—1921 годов
Хотя 13-я армия, части которой наступали на Керченском направлении, 12 ноября 1920 года была расформирована и влита в 4-ю армию, особый отдел ВЧК 13-й армии расформирован не был и продолжал действовать. Именно тройка этого особого отдела в составе председателя Данишевского, членов Добродицкого и Вронского, а также особые отделы 4-й и 6-й армий РККА, при участии уполномоченных представителей «Крымской ударной группы» особых отделов ВЧК Южного и Юго-Западного фронтов (установлено имя  И. П. Коляева (Габинский)) была ответственна за проведение в Керчи и округе мероприятий по уничтожению реальных и мнимых врагов советской власти, оставшихся на полуострове после прихода туда Красной армии
После опубликования Крымревком Приказ № 4 от 17 ноября 1920 года об обязательной регистрации в трёхдневный срок иностранцев, лиц прибывших в Крым в периоды отсутствия там советской власти, офицеров, чиновников и солдат армии Врангеля, в городе началась регистрация указанных категорий граждан.
Один из немногих документов, доступных историкам, о деятельности «Крымской ударной группы» имеется именно по Керчи. Приказом уполномоченного Крымской ударной группы по городу Керчи И. М. Данишевского, изданным 30 ноября 1920 года, «по городу Керчи и окрестностям» предписывалось:

В целях учета и регистрации всех лиц, состоявших на службе в белых армиях, приказываю: всем домовым комитетам, а где таковых нет, домохозяевам и квартировладельцам в 48-ми часовой срок представить в особый пункт города Керчи (Строгановская улица рядом с мужской гимназией) точные и подробные сведения о проживающих в их домах лицах, когда-либо состоящих в одной из белых армий, независимо от занимаемой должности и чина, и до сих пор не зарегистрировавшихся в особых отделах. Уклонившиеся от исполнения настоящего приказа будут рассматриваться как злоумышленники против Рабоче-Крестьянской Республики и будут расстреляны.
Историк Ишин обратил внимание на то, что наказанием за недоносительство был расстрел.
Как и по всему Крыму, тройки рассматривали дела зарегистрированных и задержанных не индивидуально, а списочно, десятками и сотнями людей в одном списке. Делалось это для убыстрения процедуры рассмотрения дел, что естественно сводило на нет шансы объективного рассмотрения дел задержанных. Исследователь Абраменко, изучавший закрытые в спецхранах дела репрессированных, приводит в пример судьбу Сорокова Иван Алексеевич, 1888 г. р., уроженца Бессарабской губернии, подпоручика, в 1917 году бывшего председателем Керченского портового рабочего комитета, казнённого в числе 174 человек по списочному решению «тройки». К анкете И. А. Сорокова приколото ходатайство большой группы портовых рабочих Керчи о его освобождении. В ходатайстве рабочие писали что Сороков за руководство рабочим комитетом уже был приговорен белыми к расстрелу, но рабочие его отстояли; сейчас же, при «власти трудящихся», рабочие не сомневаются, что, учитывая большой авторитет Сорокова среди Керченских рабочих, они не допустят его казни. Ходатайство рабочих на судьбу Сорокова не повлияло — он, как и все включённые в список, был казнён.
В январе 1921 года в Керчи была сформирована городская ЧК с правом вынесения смертных приговоров. В ней были нередки злоупотребления служебным положением и даже откровенная уголовщина: избиения арестованных, к смертной казни был приговорён несовершеннолетний. За эти нарушения Крымская областная чрезвычайная комиссия была вынуждена привлечь членов коллегии Керченской ЧК к уголовной ответственности. Однако своим сослуживцам чекисты выносили сравнительно мягкие приговоры — так, некто Михайлов, член коллегии Керченской ЧК, был приговорён к одному году тюрьмы, а председатель Керченской ЧК, Иосиф Каминский, будучи признан виновным в многочисленных нарушениях «советской законности» (расстрел несовершеннолетнего, избиение арестованных), с учетом «прежних заслуг перед революцией» был только освобожден от занимаемой должности.
В Керчи, как и по всему Крыму, расстрелы производились как правило на окраине города, в укромных местах, которые доподлинно не установлены. Но было и отличие, сделавшее Керчь в отношении мест проведения казней 1920—1921 годов уникальным городом — С. П. Мельгунов писал, что чекисты, именуя операцию по истреблению людей «десантом на Кубань», вывозили приговорённых к смерти в море на баржах и топили их там.

## Оценки количества жертв
Точное количество жертв террора определить не представляется возможным. В архивах обнаружены поимённые списки приговорённых к расстрелу, наверняка неполные, в которых числится около тысячи человек.

## Память
В ноябре 2010 года между городской тюрьмой и карьером — теми местами, где, как полагают краеведы, вполне могли происходить расстрелы, на территории храма апостола Андрея Первозванного накануне 90-летия исхода из Крыма Русской армии и начала красного террора, был установлен поклонный крест «Памяти жертв красного террора в Керчи. 1920—1921». Крест был установлен стараниями Керченского союза монархистов по инициативе вице-президента российского «МедиаСоюза» Е. К. Зелинской по благословению митрополита Симферопольского и Крымского Лазаря на средства Благотворительного фонда преподобного Серафима Саровского и Благотворительного фонда «Участие». Предок Е. К. Зеленской — полковник Русской армии Г. Т. Магдебург — был расстрелян в Керчи в числе прочих, сдавшихся на милость победителей, в ноябре 1920 года. 
Памятник выполнен в виде чёрного гранита 6-конечного креста, с возложенным на него терновым венцом, созданным по подобию знака Первого Кубанского Ледяного похода. Крест водружён на такое же чёрное гранитное основание, на котором высечена библейская надпись из истории о первом человекоубийстве, причиной которого стала ослепляющая зависть: «И сказал Господь Каину: где Авель, брат твой? …голос крови брата твоего вопиет ко Мне от земли».